# 제천 청풍향교
청풍향교(淸風鄕校)는 대한민국 충청북도 제천시 청풍면에 있는 고려시대의 향교이다.

## 개요
훌륭한 유학자들의 위패를 모시고 제사지내며 지방백성의 교육과 교화를 담당하던 지방국립교육기관이다. 고려 충숙왕(재위 1313∼1330, 1332∼1339) 때 처음 지었다고 하는데, 원래 물태리에 있던 것을 조선 정조 3년(1779)에 교리로 옮겼다가 충주댐 건설로 인하여 현재의 위치로 다시 옮겨졌다.
지금은 대성전과 명륜당, 동재와 서재, 내삼문 등이 남아있다.
건물의 배치는 교육공간이 앞에, 제사공간이 뒤에 배치된 전학후묘의 형식을 하고 있다. 학생들이 모여 공부하는 강당인 명륜당을 중심으로 좌우에 학생들의 생활공간인 동재와 서재가 교육공간을 이루고 있다. 뒤쪽으로 성현의 위패를 모시고 있는 대성전과 동무·서무가 있어 제사공간을 이루고 있다.
조선시대에는 국가로부터 토지와 서적·노비 등을 지급 받아 학생을 가르쳤으나, 갑오개혁(1894) 이후 교육기능은 없어지고 제사기능만이 남아있다.

## 연혁
- 1980년 1월 9일, 충청북도의 기념물 제50호 청풍향교(淸風鄕校)로 지정
- 1988년 9월 30일, 충청북도의 유형문화재 제64호로 재지정
- 2013년 1월 18일, 제천 청풍향교(堤川 淸風鄕校)로 문화재 명칭 변경[1]

## 참고 자료
- 제천 청풍향교 - 국가유산청 국가유산포털